# Tupiocoris tinctus
Tupiocoris tinctus är en insektsart som först beskrevs av Knight 1943.  Tupiocoris tinctus ingår i släktet Tupiocoris och familjen ängsskinnbaggar. Inga underarter finns listade i Catalogue of Life.